# Liste der Monuments historiques in Valentigney
Die Liste der Monuments historiques in Valentigney führt die Monuments historiques in der französischen Gemeinde Valentigney auf.

## Liste der Objekte
| Bezeichnung           | Beschreibung                                                                | Standort                               | Kennzeichnung | Schutzstatus | Datum | Bild |
| --------------------- | --------------------------------------------------------------------------- | -------------------------------------- | ------------- | ------------ | ----- | ---- |
| Zwei Abendmahlskannen | Zinn, 18. Jahrhundert                                                       | in der lutherischen Kirche (Lage)      | PM25001375    | Classé       | 1961  |      |
| Oblatendose           | Zinn, Goldpapier, 18. Jahrhundert                                           | in der lutherischen Kirche (Lage)      | PM25001376    | Classé       | 1961  |      |
| Abendmahlskanne       | Zinn, 18. Jahrhundert                                                       | in der lutherischen Kirche (Lage)      | PM25001377    | Classé       | 1961  |      |
| Kelch und Patene      | Silber, vergoldet, bezeichnet 1659, Goldschmied Pierre Scharffenstein d. Ä. | in der lutherischen Kirche (Lage)      | PM25001378    | Classé       | 1961  |      |
| Relief                | Stein, gallo-römisch; aus dem Theater von Mandeure                          | 6 route de Beaulieu (im Garten) (Lage) | PM25001379    | Classé       | 1928  |      |